# Cessna O-1 Bird Dog
Il Cessna L-19 Bird Dog, ridesignato successivamente O-1 Bird Dog, era un aereo da osservazione, da ricognizione e da collegamento al ala alta prodotto dall'azienda statunitense Cessna Aircraft Company negli anni cinquanta.
Derivato dal Cessna 170 venne utilizzato principalmente dall'United States Air Force durante la guerra del Vietnam.

## Storia del progetto
Il Bird Dog nasce dall'esigenza della United States Army di dotarsi di un nuovo velivolo leggero per fornire indicazioni all'artiglieria sulla precisione di tiro, oltre a ricoprire il ruolo di aereo da collegamento, che andasse a sostituire i pari ruolo prodotti dalla Stinson e dalla Piper. Questi ultimi, largamente utilizzati durante la seconda guerra mondiale, avevano una vita operativa piuttosto breve a causa della loro tecnica costruttiva, basata su una struttura mista con ala in legno e fusoliera in tubi d'acciaio saldati, ricoperta in tela di cotone. La U.S. Army emise un bando le cui specifiche riguardavano un velivolo monoplano biposto di costruzione interamente metallica al quale partecipò anche la Cessna Aircraft Company presentando il proprio Cessna Model 305A sviluppato dal Cessna 170.
Il 305A era un monomotore leggero ad ala alta controventata e carrello convenzionale biciclo, dotato di ruotino posteriore di atterraggio. Le maggiori differenze con il 170 erano nella cabina dotata di due posti in tandem, l'unico modello Cessna ad avere mai avuto questa caratteristica, e di ampia finestratura per migliorare l'osservazione a terra. Inoltre venne riprogettata la parte posteriore della fusoliera in modo da fornire una vista direttamente sul retro, soluzione ribattezzata successivamente "Omni-View" ed applicata ai monomotori Cessna dopo il 1964, ed inseriti pannelli trasparenti nella sezione centrale tra le due semiali, utilizzati anche nei Cessna 140 ed il successivo Cessna 150 Aerobat, e che consentiva al pilota di avere una visuale anche sopra la sua testa. Anche la porta d'accesso alla cabina venne modificata ingrandendola per consentire il carico di una barella. L'ala era invece pressoché identica a quella del 170, con la sola eccezione della maggiore escursione dei flap (60 gradi anziché 40).
L' U.S. Army stipulò con Cessna un contratto per la fornitura di 418 esemplari ai quali venne assegnata la denominazione militare L-19A Bird Dog. Il prototipo Cessna 305, numero di registro N41694, volò per la prima volta il 14 dicembre 1949 dopodiché venne avviata la produzione in serie con consegna dei primi esemplari avvenuta dal dicembre 1950. Il nuovo velivolo venne immediatamente impiegato in azioni belliche durante la guerra di Corea fino al 1953. Nel 1953 ne venne sviluppata una versione da addestramento al volo strumentale alla quale seguì una serie di versioni caratterizzate dall'elica a passo variabile(constant-speed propeller) ed una versione finale, la L-19-E, caratterizzata da un incremento del valore di capacità di carico. La quantità di Bird Dog prodotti ammonterà a 3431 esemplari ai quali bisogna aggiungere quelli realizzati dall'azienda giapponese Fuji Heavy Industries su licenza.
Il modello ricevette la denominazione Bird Dog a seguito di un sondaggio tra i dipendenti Cessna e venne scelta per la similitudine dei compiti che avrebbe dovuto svolgere sul campo, ovvero scovare il nemico come un segugio, volargli attorno in modo da permettere all'artiglieria, o tramite un attacco aereo, di localizzarlo ed ingaggiarlo, quindi volando a bassa quota controllare i danni inferti e comunicare via radio la necessità di calibrare ulteriormente i colpi o l'avvenuto successo dell'operazione.

## Impiego operativo
Il Dipartimento della Difesa degli Stati Uniti stipulò un contratto di fornitura per 3200 L-19 evaso dalla Cessna tra il 1950 e il 1959. Il velivolo venne utilizzato in diversi ruoli operativi tra cui osservazione per artiglieria, per comunicazione in prima linea, medevac e come addestratore. Nel 1962 l'L-19 dell'U.S. Army venne ridesignato O-1 (Observation) Bird Dog ed utilizzato nella guerra del Vietnam. Durante gli anni sessanta i Bird Dog vennero utilizzati dalle forze aeree sudvietnamite (ARVN-Army Republic Vietnam/SVAF South Vietnamese Air Force), U.S. Army ed equipaggi clandestini (Ravens). Nel 1964 il Dipartimento della Difesa (United States Department of Defense - DOD) emise un memorandum indirizzato alla U.S. Army in cui si disponeva la sostituzione del proprio parco volante ad ala fissa, gli O-1 Bird Dog, con quello ad ala rotante.

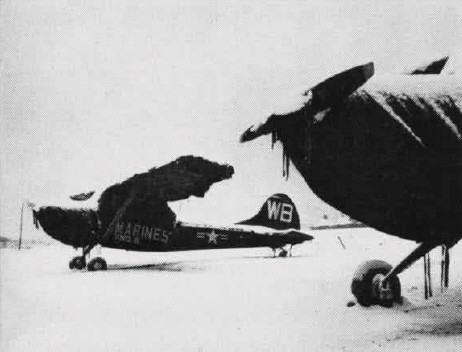
L-19 della U.S. Marine Corps VMO-6 durante l'inverno 1951/52 in Corea

Alla U.S. Army venne comunque consentito di mantenere alcuni esemplari come supporto all'artiglieria fino a quando non furono consegnati i nuovi elicotteri. Tutti gli operatori qui sopra menzionati, U.S. Army compresa, continuarono ad usare i Bird Dog per tutta la durata del conflitto, tuttavia la maggior parte dei velivoli venne gestita dall'USAF dal 1964 fino alla fine della guerra, nel 1975, in quest'ultimo anno pilotati principalmente da personale sudvietnamita. Durante la guerra del Vietnam i velivoli furono utilizzati per la ricognizione ed il forward air control (FAC). Venne successivamente e gradualmente sostituito dal più veloce bimotore USAF O-2 Skymaster, che venne introdotto nel conflitto dalla metà degli anni sessanta. L'ultimo Bird Dog in forza all'U.S. Army venne ufficialmente radiato nel 1974.

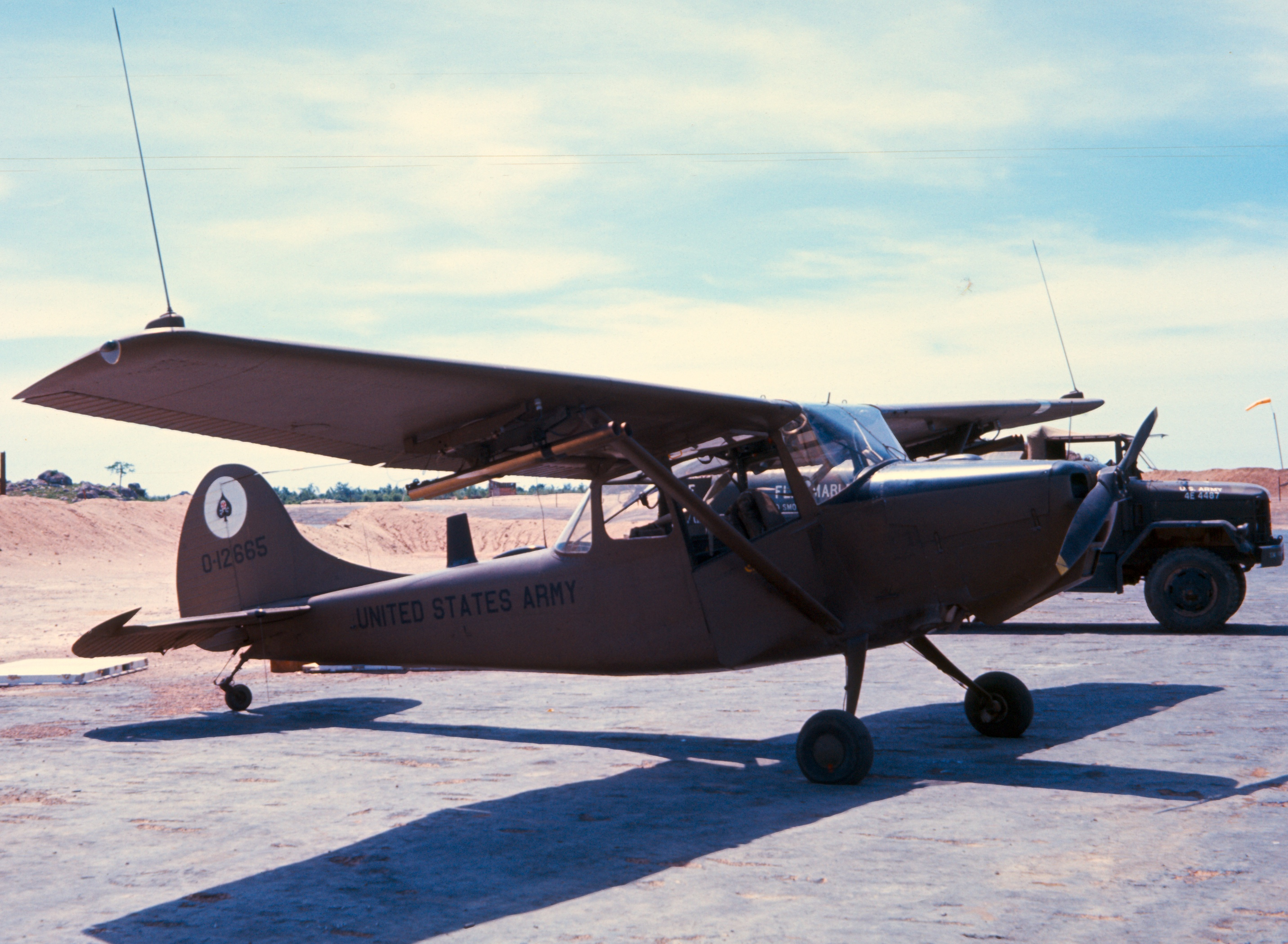
Un O-1 U.S. Army con una petroliera a combustibile LZ Baldy, vicino a Hoi An, Repubblica del Vietnam, fine 1967 o all'inizio del 1968

Furono 469 gli O-1 Bird Dog persi per vari motivi durante la guerra del Vietnam, 178 USAF, 7 USMC e 284 tra U.S. Army, forze aeree vietnamite ed operatori clandestini, tre dei quali per opera di postazioni SAM nemiche.
Nella fase della sostituzione degli O-1 USAF in favore degli O-2 molti Bird Dog sono stati venduti come surplus. Negli anni settanta ed ottanta la Ector Aircraft ne revisionò un buon numero immettendoli sul mercato come Ector Mountaineer, dotati dell'originale motorizzazione, e come Ector Super Mountaineer rimotorizzati Lycoming O-540-A4B5.
Un buon numero di O-1 vennero consegnati alla Civil Air Patrol (CAP) ed impiegati in compiti di ricerca aerea, molti dei quali rimasero danneggiati per ground loop ed altri incidenti. L'unico esemplare operativo rimasto venne esposto davanti alla sede CAP in mostra statica situata alla Maxwell Air Force Base.

### Canada
In Canada, la Royal Canadian Air Cadets modificò gli L-19 per utilizzarlo come aerei da traino, dotandoli del caratteristico gancio per portare in volo gli alianti Schweizer 2-33 in dotazione al loro programma di formazione al volo libero. Questa particolare versione, usata nelle regioni atlantica, pacifica ed orientale, era caratterizzata dall'utilizzo di un'elica Hoffman quadripala in materiale composito di minori dimensioni dell'originale e da un nuovo collettore di scarico, modifiche entrambe finalizzate alla riduzione del rumore. Anche il sistema di alimentazione venne modificato rispetto al modello originale, posizionando il selettore della valvola del carburante più vicino al pilota. Inoltre, come da consuetudine per i velivoli da traino alianti, vennero montati sulla struttura due specchietti retrovisori.

### Italia
In Italia l'L-19 venne utilizzato dall'Esercito Italiano. Alcuni esemplari radiati dall'Esercito Italiano sono stati reimmatricolati ad uso civile (marche I-EIxx) e ceduti ad alcuni aeroclub dove vengono impiegati per il traino di alianti.
L’Aero Club Como, scuola di volo su idrovolanti più antica del mondo (certificato Guinness World Record), dispone di due esemplari (I-EIAX e I-EIAQ), uno dei quali, I-EIAX, equipaggiato di galleggianti per il volo idro e tuttora in linea. 

### Eventi degni di nota
Il 29 aprile 1975, il Maggiore Bung-Ly della forza aerea vietnamita fece salire nella cabina di pilotaggio del suo O-1 Bird Dog, dotata di due soli posti a sedere, la moglie ed i suoi cinque figli per poi decollare da Con Son Island. Dopo aver evitato il fuoco dal Viet Cong riuscì a dirigersi in mare notando nelle vicinanze la portaerei statunitense USS Midway. Sapendo che aveva un'autonomia per una sola altra ora di volo, lasciò cadere una nota in cui chiedeva che la "pista" (scrisse letteralmente "runway") venisse sgomberata in modo da consentirgli l'appontaggio. Il Rear Admiral Lawrence Chambers, rendendosi conto che era impossibile effettuare quella manovra per la situazione sul ponte di volo, ordinò di spingere fuoribordo un elicottero Sudvietnamita Bell UH-1 Iroquois del costo di 10 milioni di dollari che si inabissò nelle acque del mar Cinese meridionale. Ora il velivolo usato in quell'episodio dal Maggiore Bung-Ly è in esposizione presso il National Museum of Naval Aviation di Pensacola, in Florida (USA).

## Versioni
- L-19A (Cessna 305A) – prima versione in produzione destinata al United States Army, ridesignata O-1A nel 1962, e prodotta in 2486 esemplari.
- TL-19A – conversione del L-19A in aereo da addestramento dotata di doppi comandi, ridesignata TO-1A nel 1962.
- XL-19B - L-19A dotata di motorizzazione XT-50-B01 da 210 shp, prodotta in un solo esemplare.
- XL-19C - L-19A dotata di motorizzazione XT-51-T-1 da 210 shp, prodotta in due esemplari.
- TL-19D (Cessna 305B) – conversione a doppi comandi del L-19A dotata di strumentazione adatta all'addestramento al volo strumentale, ridesignata TO-1D nel 1962 e prodotta in 310 esemplari.
- L-19E (Cessna 305C) – sviluppo del L-19A caratterizzata dall'aggiornamento dell'equipaggiamento e dal maggior valore di carico utile, ridesignata O-1E nel 1962 e prodotta in 469 esemplari.
- OE-1 – versione destinata al United States Marine Corps, ridesignata in O-1B in 1962 e prodotta in 60 esemplari.
- OE-2 (Cessna 321) – variante del OE-1 dotata dell'ala di provenienza Cessna 180 e modificata nella fusoliera, ridenominata O-1C nel 1962 e prodotta in 27 esemplari.
- O-1A – redisegnazione del L-19A.
- TO-1A – redisegnazione del TL-19A ed ulteriori conversioni dal O-1A come addestratore a doppio comando.
- O-1B – redisegnazione del OE-1.
- O-1C – redisegnazione del OE-2.
- O-1D – redisegnazione di alcuni TO-1D della FAC integrati nell'USAF.
- TO-1D – redisegnazione del TL-19D.
- O-1E – redisegnazione del L-19E.
- O-1F (Cessna 305E) – conversione dell'O-1D ex FAC integrate nell'USAF.
- O-1G (Cessna 305D) – conversione dell'O-1A ex FAC integrate nell'USAF.

### Varianti
- SIAI-Marchetti SM-1019 - variante prodotta dall'azienda italiana SIAI-Marchetti dotata di motorizzazione turboelica ed utilizzata dall'Esercito Italiano.

## Utilizzatori

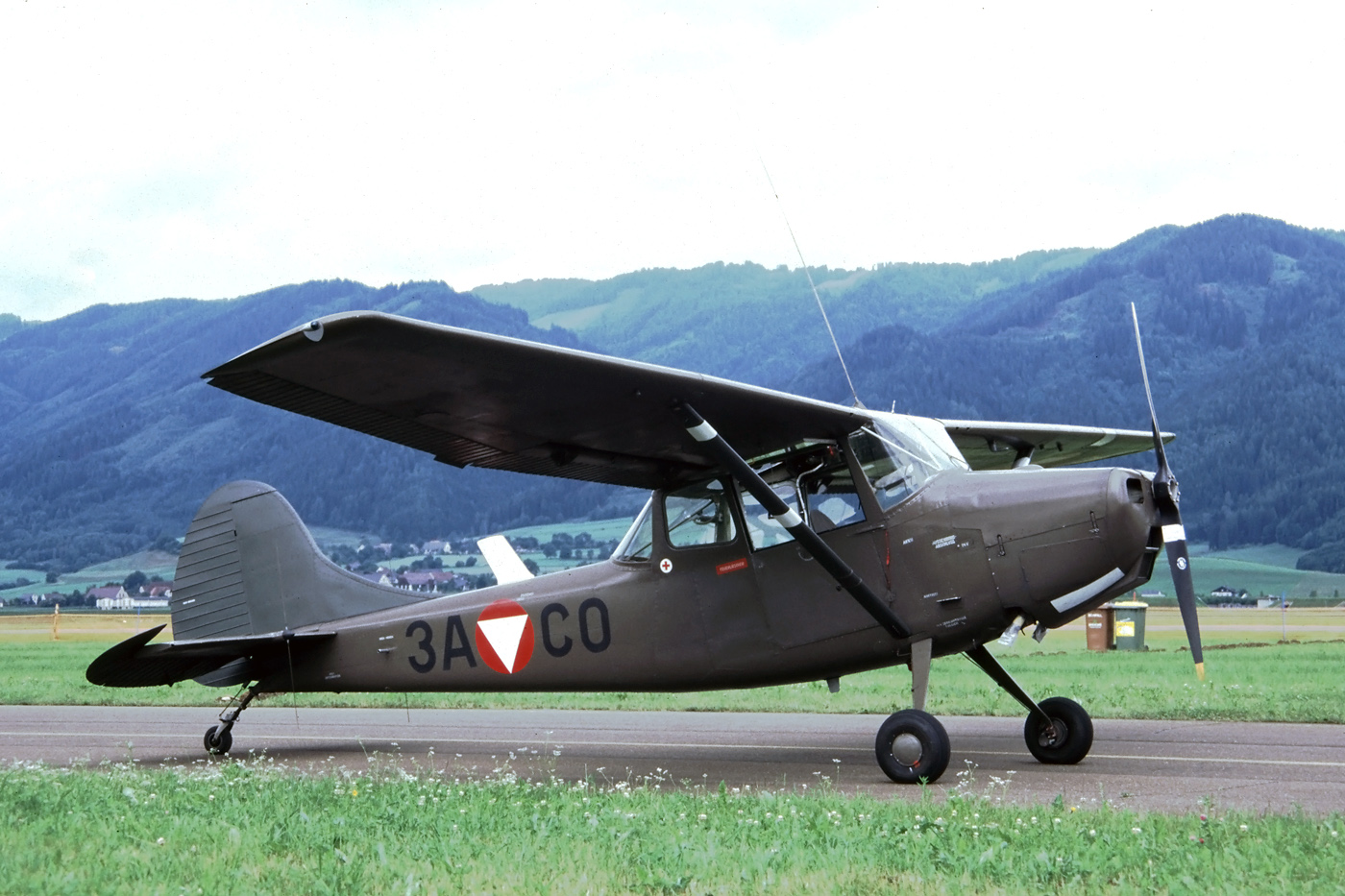
L-19 Birddog, Österreichische Luftstreitkräfte

Australia
- Australian Army - single example

 Austria
- Österreichische Luftstreitkräfte

 Canada
- Royal Canadian Air Force
- Canadian Army
- Royal Canadian Air Cadets

 Cile
- Fuerza Aérea de Chile

 Corea del Sud
- Daehan Minguk Gonggun

 Filippine
- Philippine Air Force

 Francia
- Aviation légère de l'armée de terre

 Giappone
- Rikujō Jieitai

129 TH-55J in servizio dal 1954 al 1986.
 Indonesia
- Dinas Penerbangan Angkatan Darat RI

 Italia
- Aviazione Leggera dell'Esercito

 Malta
- Air Wing of Armed Forces of Malta

 Norvegia
- Kongelige Norske Luftforsvaret

 Pakistan
- Pakistan Army

 Spagna
- Ejército del Aire

 Stati Uniti
- United States Air Force
- United States Army
- United States Marine Corps

 Thailandia
- Kongthap Akat Thai
- Kongthap Bok Thai
- Kongthap Ruea Thai

 Vietnam

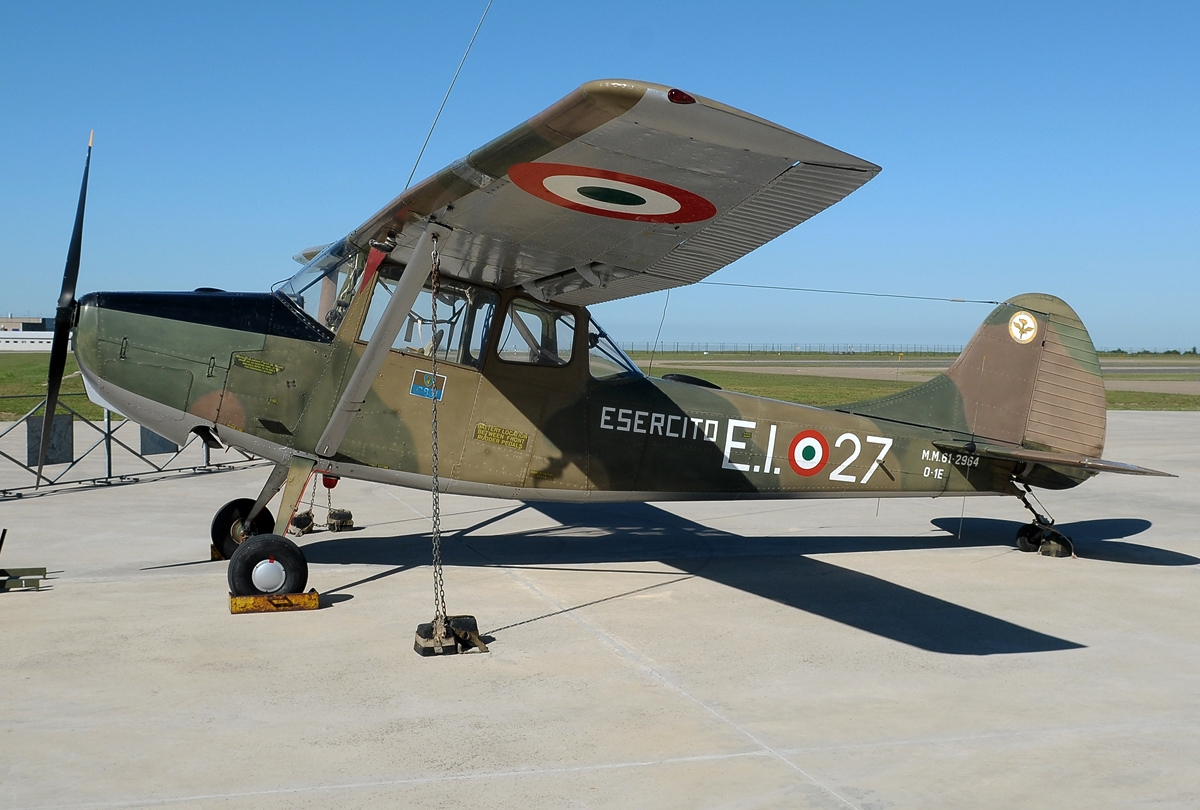
Cessna O-1E Bird Dog, Aviazione Leggera dell'Esercito

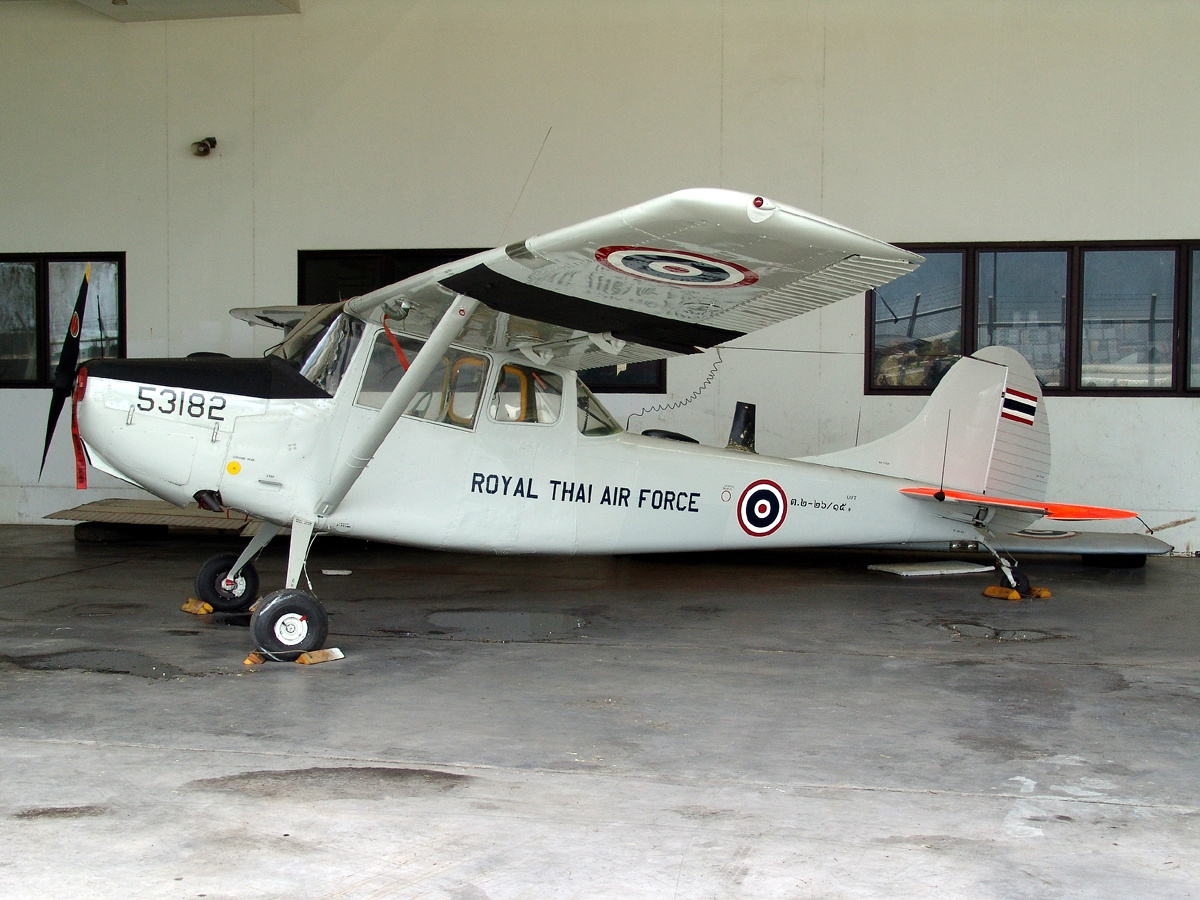
Cessna O-1A Bird Dog, RTAF

- Không Quân Nhân Dân Việt Nam (preda bellica ex-Vietnam Air Force)

 Vietnam del Sud
- Vietnam Air Force